# Blood (pel·lícula de 2022)
Blood és una pel·lícula de terror estatunidenca del 2022 dirigida per Brad Anderson i escrita per Will Honley. La pel·lícula és protagonitzada per Michelle Monaghan i Skeet Ulrich.
La pel·lícula es va estrenar al Festival de Cinema Americà de Deauville el 5 de setembre de 2022. Es va estrenar als cinemes el 27 de gener de 2023 per Vertical Entertainment.

## Argument
Jess, una addicta i infermera en recuperació, es trasllada amb la seva filla Tyler i el seu fill petit Owen a la seva antiga masia després de recuperar finalment la custòdia dels seus fills. En Tyler i l'Owen descobreixen que el llac proper s'ha assecat completament al voltant d'un arbre mort, excepte una mica de fang negre i espès amb cadàvers d'animals. El gos de la família, Pippen, sembla alhora espantat i atret per l'arbre. Un temps després, en Pippen fuig cap al bosc. Pippen torna uns quants dies després, actuant agressiu cap a l'Owen i amb una brillantor als ulls. Quan l'Owen s'hi acosta, el gos el maltrata salvatgement, fins que Jess aconsegueix matar-lo. Owen és traslladat d'urgència a l'hospital i posat en coma induït mèdicament.
Quan Owen es desperta, es nega a menjar, afirmant que el menjar fa una olor estranya. Quan Jess el deixa sol, té una convulsió, cosa que fa que els metges sospitin que va contreure un patògen de Pippen. Després, Jess descobreix l'Owen bevent sang directament de la seva bossa intravenosa; ella se l'emporta frenèticament, però se sorprèn al veure'l fer una recuperació miraculosa. Més tard, Owen demana més sang a la seva mare, afirmant que la necessita. Jess es nega, però cedeix després que l'estat d'Owen empitjori. Comença a robar plasma del seu hospital i a donar-lo a Owen en secret.
Finalment, Owen és donat d'alta per atenció domiciliària, però comença a actuar de manera estranya. Demana que la seva sang estigui calenta, i quan l'hospital de Jess s'adona del plasma robat, ella es queda sense subministrament. Ella intenta sadollar la fam d'Owen amb sang animal, però descobreix que només la sang humana tracta els seus símptomes. Ella comença a alimentar-lo amb la seva pròpia sang, i a poc a poc es torna anèmica, fet que fa que l'exmarit de Jess, Patrick, sospiti que ha reiniciat el consum de drogues.
Mentrestant, la Jess ha estat tractant una dona terminal, Helen, que expressa el desig de morir en lloc de suportar els tractaments intrusius que rep. Quan és donada d'alta, Jess li ofereix un viatge abans de drogar-la i segrestar-la. Lliga Helen al soterrani i explica que planeja utilitzar la seva sang per tractar la malaltia d'Owen. L'estat d'Owen empitjora gradualment, la seva pell es torna més pàl·lida, els seus ulls comencen a brillar a la foscor i demana quantitats cada cop més grans de sang.
Tyler descobreix Helen, però Jess la convenç de callar. Més tard, Helen aconsegueix escapar, però obre el seu coll amb filferro de pues fora de la propietat. L'Owen la troba i s'alimenta d'ella, fins i tot mostrant agressió cap a la seva mare quan intenta aturar-lo, per a horror de Jess. Tyler comença a preocupar-se pel comportament d'Owen i investiga l'arbre mort. Allà, sent xiuxiueges que emergeixen del forat del bosc. Jess reprèn a alimentar l'Owen amb la seva pròpia sang, però descobreix que la seva set és gairebé inextinguible.
Patrick arriba amb serveis de protecció infantil, creient que Jess ha tornat a utilitzar i descuida els nens. Owen, en tràngol, gairebé ataca el nou fill del seu pare, però Tyler l'atura. En adonar-se que el seu estat empitjora, Tyler i Owen se'n van amb bicicleta, mentre que Owen es veu obligat a portar una caputxa per protegir-se d'una sensibilitat sobtada a la llum. Tyler intenta dirigir-se a l'arbre per destruir-lo i, per extensió, el que hagi fet al seu germà, però Owen de sobte es torna més monstruós i l'ataca. Tyler corre cap a l'arbre, i l'Owen gairebé es delecta amb ella, però Jess arriba a l'últim moment i intervé.
L'Owen intenta atacar la seva mare i en Tyler li diu que el monstre ja no és Owen. Jess intenta trobar una sortida, però l'Owen, en un moment de lucidesa, li diu que faci el correcte abans de sucumbir finalment a la seva malaltia. L'Owen es transforma completament en un vampir, i Jess l'ofega al fang espès al voltant de l'arbre. La mort d'Owen sembla un accident, i Jess perd la custòdia de Tyler. Durant una de les seves visites, Tyler li diu a la seva mare que no dubti mai del que va fer. Més tard, Jess crema l'arbre mort.
Més tard, durant una nit, la Jess té un nou gos, Jericho, amb el qual està jugant al pati davanter de la mateixa manera que l'Owen va jugar amb en Pippin. Llançant la pilota massa lluny, Jericho s'atura bruscament mentre anava a buscar la pilota, i sembla estar mirant una cosa invisible, endins del bosc, en la mateixa direcció on era l'arbre des de casa seva.

## Repartiment
- Michelle Monaghan com a Jess
- Skeet Ulrich com a Patrick
- Finlay Wojtak-Hissong com a Owen
- June B. Wilde com a Helen
- Jennifer Rose Garcia com a Candice
- Skylar Morgan Jones com a Tyler
- Danika Frederick com a Shelly
- Sarah Constible com a Dr. Avery
- Erik Athavale com el Dr. Forsythe
- Candice Smith com a Regina White

## Producció
El novembre de 2020 es va anunciar que la pel·lícula seria dirigida per Brad Anderson i protagonitzada per Michelle Monaghan. L'octubre de 2020, Skeet Ulrich es va unir al repartiment.
El rodatge va tenir lloc del 14 d'octubre al 14 de novembre de 2020 a Winnipeg, Manitoba, Canadà.

## Estrena
El setembre de 2022, Vertical Entertainment va adquirir els drets de distribució nord-americans i del Regne Unit de la pel·lícula. La pel·lícula es va estrenar al Festival de Cinema Americà de Deauville el 5 de setembre de 2022. Es va estrenar als cinemes el 27 de gener de 2023 i en vídeo a la carta el 31 de gener.

## Recepció
A Rotten Tomatoes, la pel·lícula té una puntuació d'aprovació del 58% basada en 31 ressenyes, amb una puntuació mitjana de 6,0/10. El consens del lloc diu: "Blood té un grapat d'ensurts sòlids, però una narració que no aconsegueix coagular realment fa que aquest vial mig buit de terror de vampirs sigui difícil de recomanar". A Metacritic, la pel·lícula té una puntuació mitjana ponderada de 55 sobre 100 basada en set crítics, indicant "crítiques mixtes o mitjanes".